# Яремко Іван Ярославович
Іва́н Яросла́вович Яре́мко (нар. 6 січня 1943, Дрогобич, Дистрикт Галичина) — український спортивний журналіст, історик, архівіст. Один із провідних спортивних істориків і архівістів України.

## Життєпис і праці
Закінчив Львівський політехнічний інститут (1965). За фахом інженер-електромеханік, учасник ліквідації аварії на ЧАЕС.
Відомий своїми публікаціями в українських та закордонних газетах та журналах — «Високий Замок», «Карпати», «Львівська газета», «Молода Галичина», «Спортивка», «Суботня пошта», «Тиждень» (усі — Львів), «Спортивна газета», «Український футбол» (обидві — Київ) «64-Шахматное обозрение», «Комсомольская правда», «Советский спорт», «Спорт-Экспресс» (усі — Москва), «Свобода» (Джерсі-Сіті, США), «Przegląd Sportowy» (Польща).
Автор та співавтор довідників і праць про львівський футбол. Разом з Іваном Салом написав книгу-довідник «Карпати» Львів (1990). Автор книг «100 персон львівського спорту» (2011), «100 футболістів Львова» (2012), «Персони львівського футболу» (2019).
Автор досліджень про львівських шахістів довоєнного періоду та українських шахістів на еміграції (США, Канада, Австралія). Брав участь у підготовці до друку таких книжок, як «Шахи в Україні» Юрія Семенка (Німеччина), «Партії та розповіді шахіста з Америки» Ореста Поповича (США). Упорядник книжки «Романтик шахів та його епоха. Степан Попель».
З 2001 по 2010 — виконавчий директор Національного Олімпійського комітету України у Львівській області, член комісії «Засоби масової інформації і пропаганди олімпійського руху» НОК України. Веде рубрику про видатних спортсменів Львова на сайті http://www.noc.lviv.ua/ [Архівовано 23 грудня 2014 у Wayback Machine.], дописує до рубрики «Ми пам'ятаємо» на zaxid.net.
Лауреат конкурсу «Людина футболу Львівщини» (1999), лауреат Асоціації спортивних журналістів України в номінації «Золотий фонд АСЖУ» (2004), переможець конкурсів НОК України «Найкращий знавець олімпізму» (2006) і «Україна олімпійська» у номінації «За відданість олімпійському руху» (2008).
Хобі — колекціонування дружніх шаржів на спортсменів, історія спорту.